# Condado de Conejos
El condado de Conejos (en inglés: Conejos County), fundado en 1861, es uno de los 64 condados del estado estadounidense de Colorado. En el año 2000 tenía una población de 8400 habitantes con una densidad poblacional de 3 personas por km². La sede del condado es Conejos.

## Geografía
Según la Oficina del Censo, el condado tiene un área total de 3343 km² (1290,7 mi²), de la cual 3334 km² (1287,3 mi²) es tierra y 9 km² (3,5 mi²) (0.28%) es agua.

### Condados adyacentes
- Condado de Río Grande - norte
- Condado de Alamosa - noreste
- Condado de Costilla - este
- Condado de Taos - sureste
- Condado de Río Arriba - sur
- Condado de Archuleta - oeste

## Demografía
En el 2000 la renta per cápita promedia del condado era de $24 744, y el ingreso promedio para una familia era de $29 066. En 2000, los hombres tenían un ingreso per cápita de $26 351 versus $20 200 para las mujeres. El ingreso per cápita para el condado era de $12 050. Alrededor del 23.00% de la población estaba bajo el umbral de pobreza nacional.

## Ciudades, pueblos y villas
- Antonito
- Bear Creek
- Bountiful
- Cañón
- Capulin
- Carmel
- Conejos
- Elk Creek
- Fox Creek
- Guadalupe
- Horca
- La Florida
- La Jara
- La Sauses
- Las Mesitas
- Lobatos
- Manassa
- Mogote
- Ortiz
- Osier
- Platoro
- Richfield
- Rincones
- Romeo
- San Antonio
- Sanford
- Sheep Creek